# 辽太宗
遼太宗耶律德光（902年11月25日—947年5月15日），大契丹國第二位皇帝（927年12月11日至947年5月15日在位），在位20年。字德谨，契丹名尧骨，《新五代史》寫作「耀屈之」、《五代會要》寫作「曜屈之」，辽太祖耶律阿保机次子。947年2月24日，辽太宗耶律德光将国号由“大契丹国”改为“大辽”，成为遼朝首位皇帝。

## 生平
辽太祖天赞元年（922年），被任命为「天下兵马大元帅」，随同阿保机参与了一系列战争，特别是在南征幽州、西征吐谷浑、回鹘期间，战功卓著。天显元年（926年），又随同太祖灭渤海国，作为前锋攻克渤海都城忽汗城。
天显元年七月二十七日（926年9月6日）辽太祖病逝，述律称制，忽视太子耶律倍而使耶律德光总揽朝政，为实际上的废长立幼。927年12月11日，耶律德光在述律后的支持下即位。天显六年（930年），割据原渤海国疆域的东丹王耶律倍南逃后唐，耶律德光随后统一了契丹。史载辽太宗曾“置五冶太师，以总四方钱铁”，近代以来中国大陆先后发现了天显通宝、会同通宝等辽代早期铸币。
天显十一年（936年），后唐河东节度使石敬瑭以称子、割让燕云十六州为条件，央求耶律德光出兵助其反叛后唐。耶律德光遂亲率5万骑兵，在晋阳城下击败后唐军，并册立石敬塘为后晋皇帝。其后，更率军南下上党，助石敬塘灭后唐。
割取燕云十六州后，耶律德光采取“汉人汉制”的统治方式，实行南北两面官制度，分治汉人与契丹。又改幽州为南京、云州为西京，将燕云十六州建设成为辽进一步南下的基地。
会同四年（944年），后晋出帝石重贵即位，拒不称臣。耶律德光于是率军南下。会同九年十二月十六日（947年1月10日），耶律德光率军攻入后晋首都东京汴梁（今河南开封），灭后晋，后晋出帝石重贵及皇太后奉上降表。
会同十年正月初一（947年1月25日），耶律德光以中原皇帝的仪仗进入东京汴梁，在崇元殿接受百官朝贺。大同元年二月初一（947年2月24日），耶律德光在东京皇宫下诏将国号“大契丹国”改为“大辽”，改会同十年为大同元年，升镇州为中京。
大同元年四月初一（947年4月24日），因遼人實施的「打草穀」物資掠奪政策而導致中原民众反抗不断，难以继续统治，耶律德光被迫离开东京汴梁，引军北返，在临城县（今河北省临城县）得熱疾。四月二十二日（947年5月15日），在栾城县殺胡林（今河北石家庄市栾城区西北）病逝，遼人将耶律德光的尸体破腹，取出内脏，装入几斗盐，做成木乃伊带回北方，漢人譏之為「帝羓」，即「皇帝的遺體做成的醃肉」之意。九月壬子（10月17日），葬於怀陵。

## 宰辅
- 韩知古，守尚书左仆射，中书令。
- 韩延徽，政事令。
- 刘居言，同中书门下平章事。
- 崔穷古，侍中。
- 涅里衮，南府宰相。
- 鹘离底，南府宰相。
- 萧霞赖，北府宰相。
- 萧酷古只，仆射。
- 萧僧隐，中书令。
- 耶律鲁不古，于越。
- 耶律牒蜡，中台省右相。
- 烈束，会同元年为右仆射。
- 王郁，同政事门下平章事。
- 解领，南府宰相。
- 赵延寿，大丞相兼政事令、枢密使。
- 冯道，太傅。
- 李崧，枢密使。
- 张砺，右仆射兼门下侍郎平章事。
- 和凝，左仆射兼中书侍郎平章事。

## 家庭

### 父母
- 父親 太祖大聖大明神烈天皇帝耶律阿保機
- 母親 淳欽皇后述律平（述律月里朵，蕭氏[14]）

### 兄弟姊妹
- 耶律倍
- 耶律李胡
- 耶律牙里果
- 耶律質古

### 后妃
- 皇后蕭溫
- 宮人蕭氏

### 子女
- 壽安王耶律璟，951年登基，即辽穆宗
- 耶律罨撒葛為太平王，后辽景宗朝被追封为皇太叔
- 耶律呂不古，耶律德光的第一女。女兒蕭綽，嫁給遼景宗耶律賢成為皇后
- 耶律天德
- 耶律敵烈
- 耶律必攝[15]

## 評價
- 元朝官修正史《辽史》脱脱等的評價是：“太宗甫定多方，远近向化。建国号，备典章，至于厘庶政，阅名实，录囚徒，教耕织，配鳏寡。求直言之士，得郎君海思，即擢宣徽。嘉唐张敬达忠于其君，卒以礼葬。辍游豫而纳三克之清，悯士卒而下休养之令。亲征晋国，重贵面缚。斯可谓威德兼弘，英略间见者矣。入汴之后，无几微之骄，有“三失”之训。《传》称郑伯之善处胜，《书》进《秦誓》之能悔过，太宗盖兼有之，其卓矣乎！”[16]
- 《契丹國志》論曰：太祖之興，燎灰灼原矣!太宗繼之，承祖父遺基，擅遐陬英氣，遂登大寶，誕受鴻名。然石郎之消息，乃中原之大禍。幽、燕諸州，蓋天造地設以分番、漢之限，誠一夫當關，萬夫莫前也。石晉輕以畀之，則關內之地，彼扼其吭，是猶飽虎狼之吻，而欲其不搏且噬，難矣。遂乃控弦鳴镝，徑入中原，斬馘華人，肆其窮黩。卷京、洛而無敵，空四海以成墟。謀夫虓將，卒莫敢睨，而神州分裂，強諸侯代起爲帝，亦莫之究矣。[17]